# 보스 베이비: 돌아온 보스
《보스 베이비: 돌아온 보스》(영어: The Boss Baby: Back in Business)는 드림웍스 애니메이션의 영화 《보스 베이비》를 원작으로 하는 코미디 애니메이션 영화이다. 2018년 4월 6일부터 2020년 11월 17일까지 넷플릭스에서 선보였다.

## 개요
보스 베이비: 돌아온 보스는 넷플릭스 독점 만화이다.